# Macroglossum sylvia
Macroglossum sylvia är en fjärilsart som beskrevs av Semper 1896. Macroglossum sylvia ingår i släktet Macroglossum och familjen svärmare. Inga underarter finns listade i Catalogue of Life.